# Урман, Михаэль
Михаэль Урман (16 сентября 1978, нем. Michael Uhrmann) — немецкий прыгун с трамплина. Чемпион Зимних Олимпийских игр 2002 года и чемпион мира 2001 года в командном первенстве.
Урман дважды завоёвывал титул чемпиона мира среди юниоров в командных соревнованиях, в 1995 и 1996 годах, а в 1996 году стал также чемпионом мира среди юниоров в индивидуальных соревнованиях на 90-метровом трамплине.
Впервые участвовал в этапе кубка мира 30 декабря 1994 года в Оберстдорфе. Регулярно участвовал в этапах кубка мира с сезона 1999/2000. Одержал пять побед: две в индивидуальных этапах (17 января 2004, Закопане и 28 января 2007 года, Оберстдорф), а также три в командных (18 марта 2000, Планица, 8 января 2005, Виллинген и 7 февраля 2010, Вилинген). Лучший результат в общем зачёте кубка мира — 8е место (сезон 2005/2006).
Впервые участвовал в Олимпийских играх в 2002 году в Солт-Лейк-Сити, где вместе со Свеном Ханнавальдом, Штефаном Хокке и Мартином Шмиттом стал чемпионом в командных соревнованиях (прыгал третьим). В индивидуальных соревнованиях стал восьмым на 9-метровом трамплине и 16-м на 120-метровом. В 2006 году в Турине остался без медалей, став четвёртым в командных соревнованиях и на нормальном трамплине (что является его наивысшим достижением в индивидуальных соревнованиях на Олимпийских играх) и 16-м на большом трамплине. В январе 2006 года неожиданно в составе немецкой команды занял третье место на чемпионате мира по полётам на лыжах.
В 2007 году во время тренировки на чемпионате мира в Саппоро получил тяжёлую травму — перелом ступни, после чего до конца сезона не мог выступать.
В индивидуальных соревнованиях на 95-метровом трамплине на Зимних Олимпийских играх 2010 года в Ванкувере после первого прыжка был вторым, но сорвал второй прыжок, заняв лишь пятое место.
По профессии полицейский. Женат, две дочери: Лени Виктория (2006) и Эмили (2009).